# Brent Johnson
Brent Johnson (* 12. března 1977, Farmington, Michigan, USA) je bývalý americký hokejový brankář, který naposledy hrál v týmu Pittsburgh Penguins v severoamerické lize NHL.

## Kariéra
Johnson byl draftován Coloradem Avalanche, ale kariéru NHL začal v klubu St. Louis Blues, kde hrál před tím, než byl během sezóny 2003-04 vyměněn do Phoenixu Coyotes za Mika Sillingera. Před začátkem sezóny 2005-06 podepsal smlouvu s Vancouverem Canucks, ale následně byl stažen z waiver listu týmem Washington Capitals, kde dělal náhradníka Olafu Kölzigovi a Josému Théodorovi. 9. listopadu 2008 byl jmenován jednou ze tří hvězd týdne NHL. V únoru 2009 byl na operaci kyčelního kloubu a musel kvůli tomu vynechat dva měsíce. Johnsonovi nebyl ve Washingtonu jako nadbytečnému po příchodu Semjona Varlamovova prodloužen kontrakt a tak 21. července 2009 podepsal jednoletou smlouvu s Pittsburghem Penguins, kde působí jako náhradník Marca-Andrého Fleuryho. Poté, co pomohl Penguins k 10 vítězstvím ve 23 odchytaných zápasech s ním Pittsburgh prodloužil smlouvu o další dva roky. Další smlouvu již s ním Penguins neuzavřeli a sezóna 2011/12 byla jeho poslední.

## Prvenství
- Debut v NHL – 15. února 1999 (St. Louis Blues proti Vancouver Canucks)
- První inkasovaný gól v NHL – 26. února 1999 (Calgary Flames proti St. Louis Blues, ruským útočníkem Andrej Nazarov)
- První vychytaná nula v NHL – 13. října 2000 (St. Louis Blues proti Minnesota Wild)

## Statistiky

### Základní části
| Sezona       | Tým                           | Liga         | Z   | V   | P   | R  | Pvp | MIN    | OG  | ČK | POG  | %ChS |
| ------------ | ----------------------------- | ------------ | --- | --- | --- | -- | --- | ------ | --- | -- | ---- | ---- |
| 1993–94      | Detroit Compuware Ambassadors | NAHL         | 18  | —   | —   | —  | —   | 1024   | 49  | 1  | 3.52 | —    |
| 1994–95      | Owen Sound Platers            | OHL          | 18  | 3   | 9   | 1  | —   | 904    | 95  | 0  | 4.98 | —    |
| 1995–96      | Owen Sound Platers            | OHL          | 58  | 24  | 28  | 1  | —   | 3211   | 243 | 1  | 4.54 | .884 |
| 1996–97      | Owen Sound Platers            | OHL          | 50  | 20  | 28  | 1  | —   | 2798   | 201 | 1  | 4.31 | .891 |
| 1997–98      | Worcester IceCats             | AHL          | 42  | 14  | 15  | 7  | —   | 2240   | 119 | 0  | 3.19 | .899 |
| 1998–99      | Worcester IceCats             | AHL          | 49  | 22  | 22  | 4  | —   | 2925   | 146 | 2  | 2.99 | .896 |
| 1998–99      | St. Louis Blues               | NHL          | 6   | 3   | 2   | 0  | —   | 286    | 10  | 0  | 2.10 | .921 |
| 1999–00      | Worcester IceCats             | AHL          | 58  | 24  | 27  | 5  | —   | 3319   | 161 | 3  | 2.91 | .911 |
| 2000–01      | St. Louis Blues               | NHL          | 31  | 19  | 9   | 2  | —   | 1744   | 63  | 4  | 2.17 | .907 |
| 2001–02      | St. Louis Blues               | NHL          | 58  | 34  | 20  | 4  | —   | 3491   | 127 | 5  | 2.18 | .902 |
| 2002–03      | Worcester IceCats             | AHL          | 2   | 0   | 1   | 1  | —   | 125    | 8   | 0  | 3.84 | .880 |
| 2002–03      | St. Louis Blues               | NHL          | 38  | 16  | 13  | 5  | —   | 2042   | 85  | 2  | 2.47 | .900 |
| 2003–04      | Worcester IceCats             | AHL          | 8   | 2   | 2   | 2  | —   | 365    | 14  | 0  | 2.30 | .910 |
| 2003–04      | St. Louis Blues               | NHL          | 10  | 4   | 3   | 1  | —   | 493    | 20  | 1  | 2.43 | .901 |
| 2003–04      | Phoenix Coyotes               | NHL          | 8   | 1   | 6   | 1  | —   | 486    | 21  | 0  | 2.59 | .914 |
| 2005–06      | Washington Capitals           | NHL          | 26  | 9   | 12  | —  | 1   | 1413   | 81  | 1  | 3.43 | .905 |
| 2006–07      | Washington Capitals           | NHL          | 30  | 6   | 15  | —  | 7   | 1644   | 99  | 0  | 3.61 | .889 |
| 2007–08      | Hershey Bears                 | AHL          | 1   | 0   | 1   | —  | 0   | 59     | 3   | 0  | 3.04 | .925 |
| 2007–08      | Washington Capitals           | NHL          | 19  | 7   | 8   | —  | 2   | 1032   | 46  | 0  | 2.67 | .908 |
| 2008–09      | Washington Capitals           | NHL          | 16  | 10  | 4   | —  | 2   | 902    | 37  | 0  | 2.46 | .908 |
| 2009–10      | Pittsburgh Penguins           | NHL          | 23  | 10  | 6   | —  | 1   | 1108   | 51  | 0  | 2.76 | .906 |
| 2010–11      | Pittsburgh Penguins           | NHL          | 23  | 13  | 5   | —  | 3   | 1297   | 47  | 1  | 2.17 | .922 |
| 2011–12      | Pittsburgh Penguins           | NHL          | 16  | 6   | 7   | —  | 2   | 811    | 42  | 0  | 3.11 | .883 |
| Celkem v NHL | Celkem v NHL                  | Celkem v NHL | 309 | 140 | 112 | 13 | 18  | 16,978 | 744 | 14 | 2.63 | .904 |

### Play-off
| Sezona       | Tým                 | Liga         | Z  | V | P | MIN | OG | ČK | POG  | %ChS |
| ------------ | ------------------- | ------------ | -- | - | - | --- | -- | -- | ---- | ---- |
| 1995–96      | Owen Sound Platers  | OHL          | 6  | 2 | 4 | 371 | 29 | 0  | 4.69 | —    |
| 1996–97      | Owen Sound Platers  | OHL          | 4  | 0 | 4 | 253 | 24 | 0  | 5.69 | —    |
| 1997–98      | Worcester IceCats   | AHL          | 6  | 3 | 2 | 332 | 19 | 0  | 3.43 | .885 |
| 1998–99      | Worcester IceCats   | AHL          | 4  | 1 | 3 | 238 | 12 | 0  | 3.03 | .916 |
| 1999–00      | Worcester IceCats   | AHL          | 9  | 4 | 5 | 561 | 23 | 1  | 2.46 | .931 |
| 2000–01      | St. Louis Blues     | NHL          | 2  | 0 | 1 | 62  | 2  | 0  | 1.94 | .944 |
| 2001–02      | St. Louis Blues     | NHL          | 10 | 5 | 5 | 590 | 18 | 3  | 1.83 | .929 |
| 2009–10      | Pittsburgh Penguins | NHL          | 1  | 0 | 0 | 31  | 1  | 0  | 1.91 | .857 |
| 2010–11      | Pittsburgh Penguins | NHL          | 1  | 0 | 0 | 34  | 4  | 0  | 7.06 | .636 |
| 2011–12      | Pittsburgh Penguins | NHL          | 1  | 0 | 0 | 20  | 2  | 0  | 6.00 | .667 |
| Celkem v NHL | Celkem v NHL        | Celkem v NHL | 15 | 5 | 6 | 738 | 27 | 3  | 2.20 | .914 |